# Can Sanahuja (Pira)
Can Sanahuja és una obra eclèctica de Pira (Conca de Barberà) inclosa a l'Inventari del Patrimoni Arquitectònic de Catalunya.

## Descripció
Can Sanahuja, davant de l'església, és un habitatge de planta i dos pisos. A la llinda de la portal d'entrada hi ha la data 1888. La façana està arrebossada amb decoracions pròpies de les cases del segle xix, però en un estil auster i senzill. L'aspecte actual, amb el portal d'arc rebaixat d'obra vista correspon a una reforma posterior a la seva construcció.

## Història
Per les seves característiques constructives, l'any i l'emplaçament, Can Sanahuja reprodueix la típica construcció de la burgesia de finals del segle xix. La consolidació de la burgesia en les terres de l'interior es deu a l'expansió del sector agrícola i especialment al conreu de la vinya.